# Heinrich von Randow
Heinrich Gustav von Randow, né le 13 août 1797 à Pitschen en Haute-Silésie, et mort le 12 août 1853 à Düsseldorf, est un colonel de cavalerie de l'armée prussienne, commandant du 5e régiment d'uhlans (de) à Düsseldorf. Il est issu d'une des branches de la famille immémoriale von Randow.

## Biographie

### Origines familiales
Il est le fils de Karl Benjamin von Randow (1770-1827) qui sera anobli en 1804, et de Ernestine Luise Euphrosyne von Pusch.
Cette branche von Randow est originaire de Königsberg. Voir l'arbre généalogique ci-dessous.

### Carrière militaire

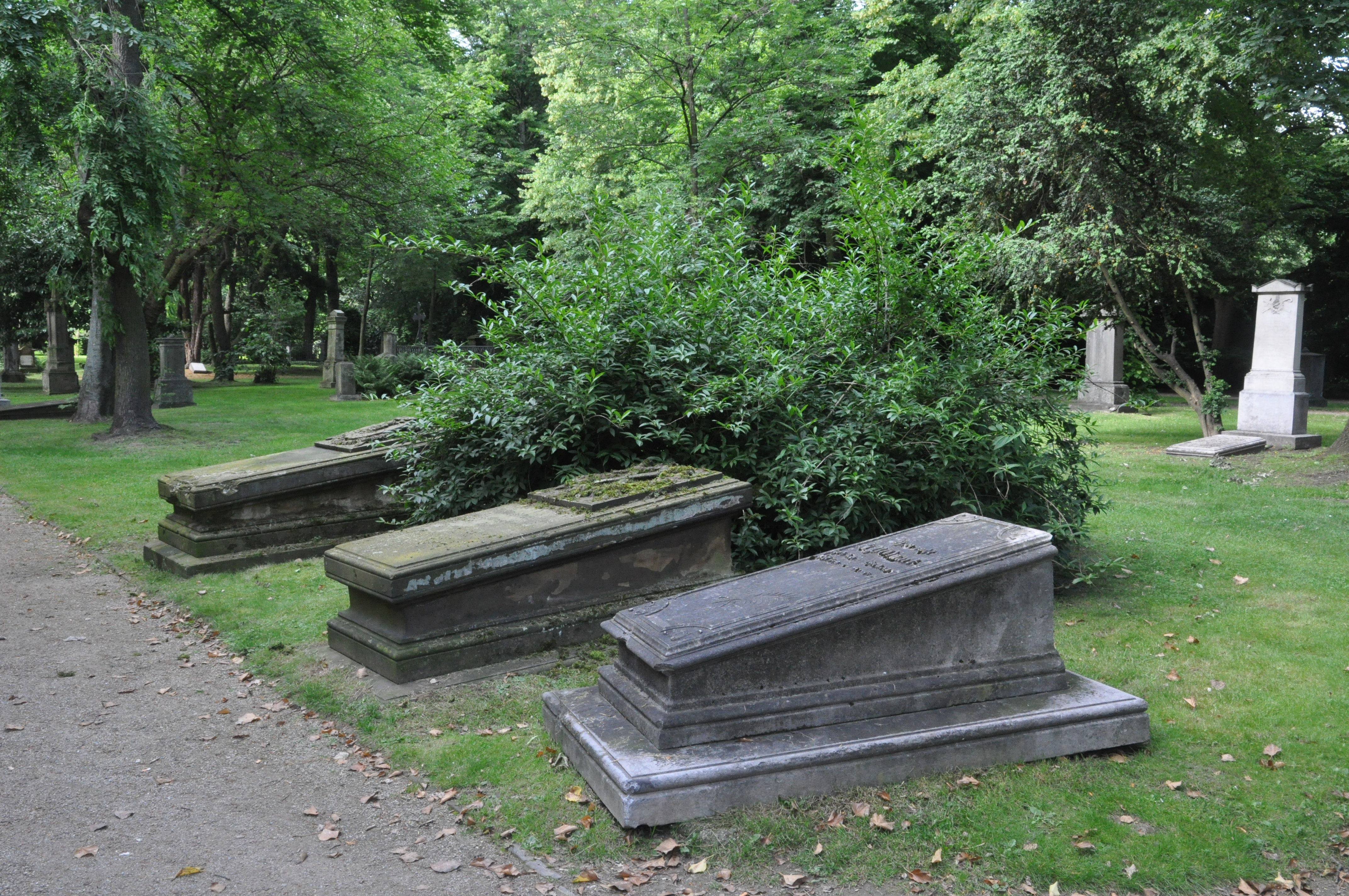
2012 tombe du colonel Heinrich von Randow 1797-1853 cimetière Golzheim de Düsseldorf

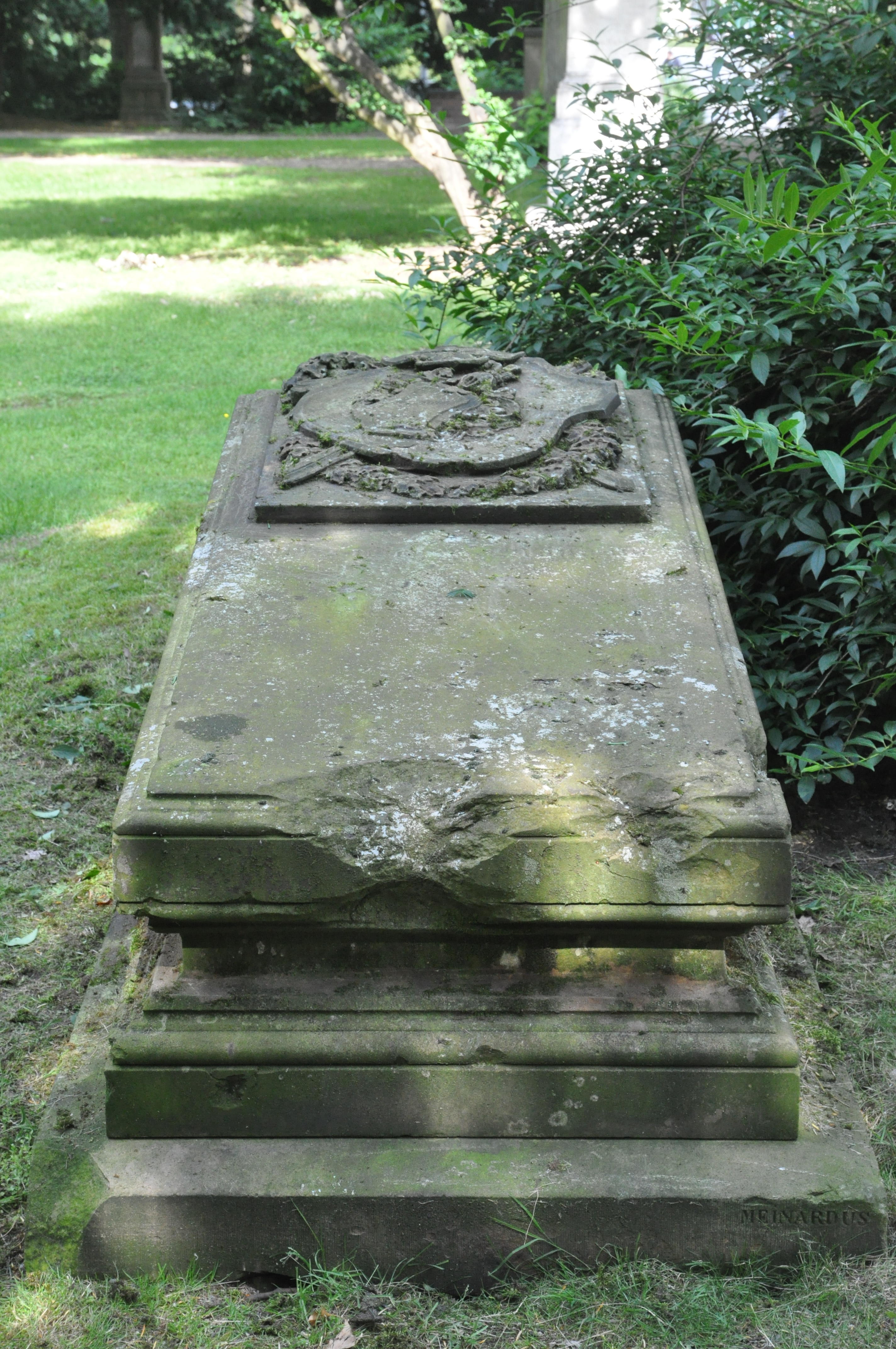
2012 tombe du colonel Heinrich von Randow 1797-1853 cimetière Golzheim de Düsseldorf

Henrich von Randow commence sa carrière militaire en avril 1815, à 18 ans, comme enseigne dans le régiment de hussard en Silésie et à partir de juin 1817, au 7e régiment de hussards. En 1817, il est second lieutenant puis premier lieutenant en 1831. En 1835, capitaine et commandant général du 5e corps d'armée. Le 24 juin 1842, il est nommé major et le 24 juin 1848, il est transféré au 1er régiment d'uhlans comme officier d'état-major régulier. Le 24 août 1848, il est commandant du 5e régiment d'uhlans (de) de Düsseldorf . Après son grade de lieutenant colonel le 26 septembre 1850, il est nommé colonel le 6 décembre 1851. Il commandera ce légendaire régiment de Düsseldorf jusqu'à sa mort le 12 août 1853. Il n'avait que 56 ans.
Il est enterré au cimetière de Golzheim à Düsseldorf qui est maintenant utilisé comme un parc public. Les pierres tombales encore préservées sont sous la protection des monuments. En 2012, la tombe de Heinrich von Randow était encore en très bon état.

### Campagnes militaires

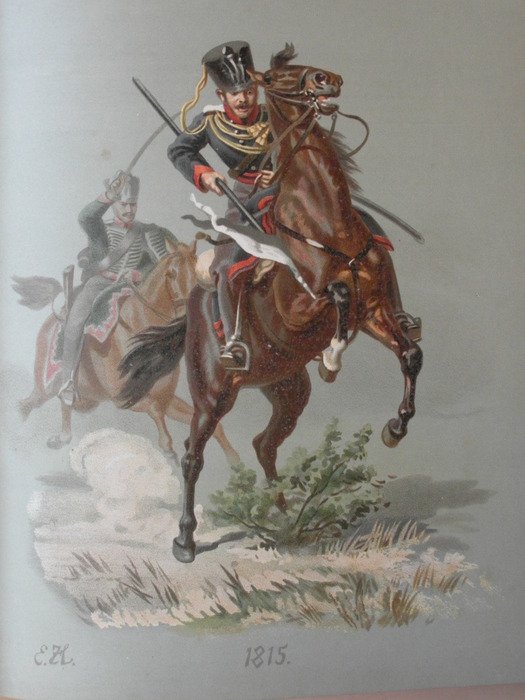
1815- lancier Prussien
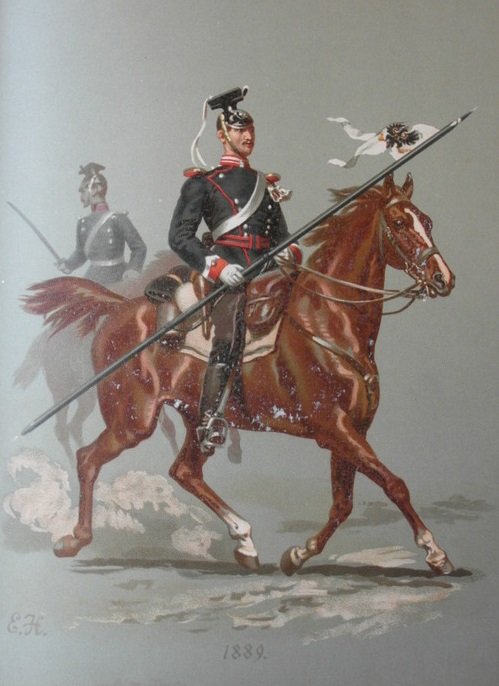
1889 lancier Prussien du régiment de Düsseldorf
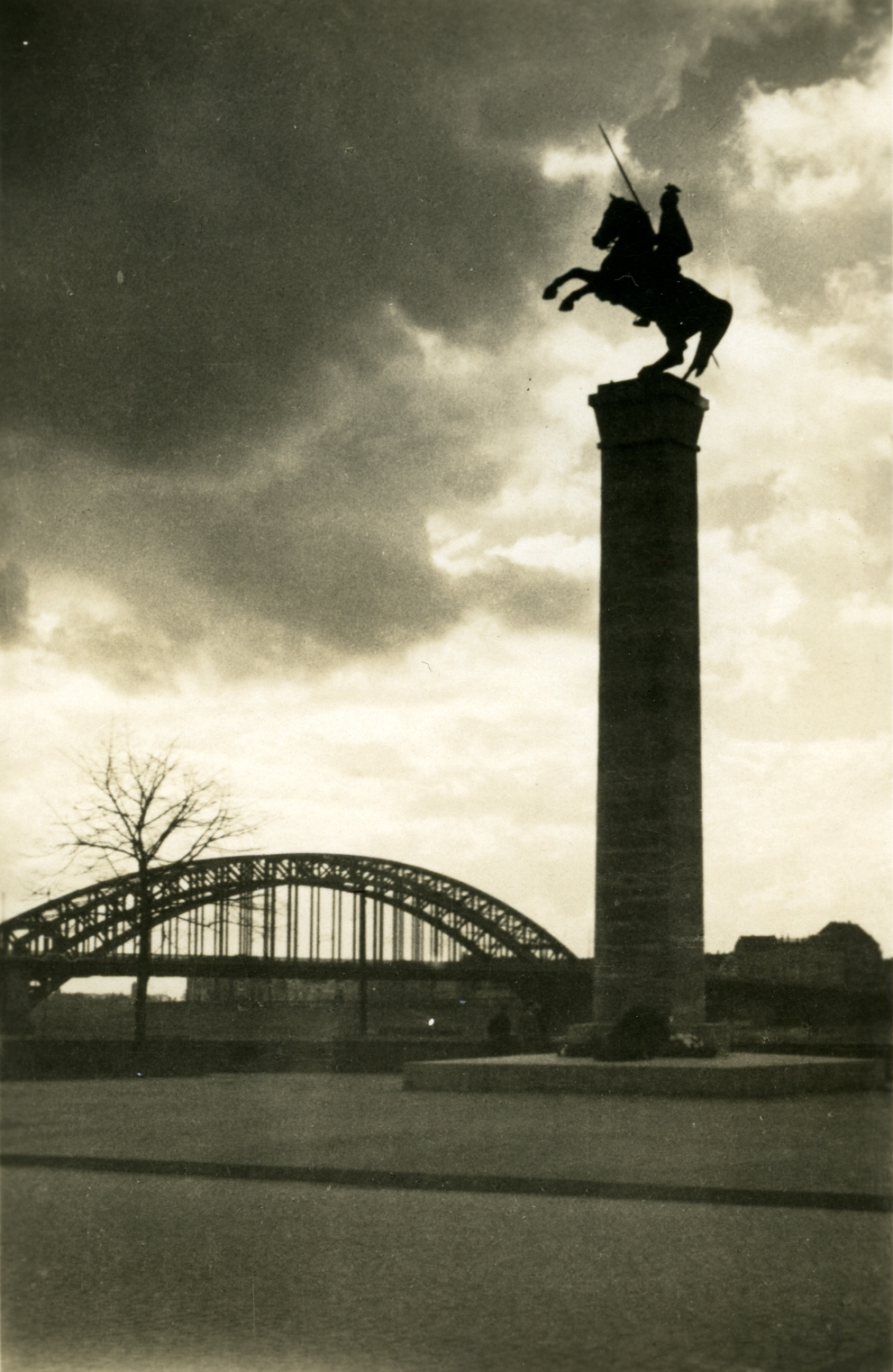
1920 lancier Prussien sur la place de Düsseldorf

En attente

### Décorations
En attente

### Mariages et descendances
Aucune descendance, Heinrich est resté célibataire toute sa vie.

## Arbre généalogique de Heinrich von Randow

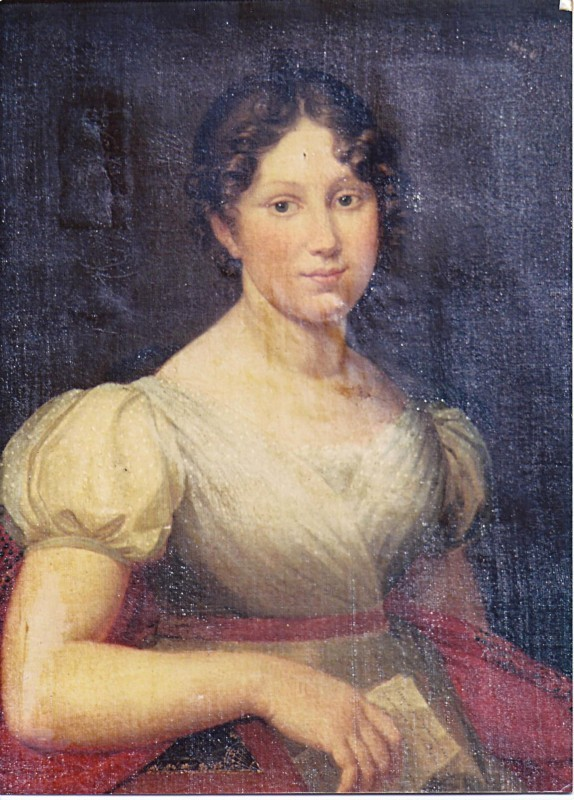
Wilhelmine von Lighton née en 1789 est la sœur des deux belles-mères de Heinrich, elle choisira de partir en France en 1810 avec le baron Édouard Mounier

- Johann Gottfried Randow, Berlin 20.05.1700, décédé à Königsberg 1764, marié le 04.04.1727 avec Anna Elisabeth Ungar (1702-1760)[2]
  - catharina Elisabeth
  - Johann Friedrich
  - Gottgried Königsberg 15.11.1730
  - Friedrich Wilhelm Königsberg 28.11.1731
  - Johann Gottfried Königsberg
  - Auguste Ulrika Königsberg 27.02.1735
  - Carl Heinrich Königsberg
  - Sophie Charlotte Königsberg 19.06.1737
  - Daniel Gottlieb
  - Louisa Charlotte Königsberg
  - Christiana Königsberg 22.03.1742
  - Gottfried benjamin, né à Königsberg le  14.07.1743 et décédé à Schöneck, près de Stargard le 02.11.1801, marié avec Sophie Charlotte Clemens
    - Karl Benjamin von Randow, (Ragnit le 23.08.1770- Rawitsch le 05.12.1827) anobli à Berlin le 25.06.1804 marié en 1795 avec Ernestine von Pusch (?-1813), puis en 1815 avec  Jeanette von Lighton (1787-1820) , puis en 1821 avec sa sœur Julie von Lighton (1788-1838)
      - Heinrich Gustav (1797-1853) colonel et commandant du régiment Nr 5 des lanciers de Düsseldorf
      - Luise (1808-1868) mariée avec Gustav Bogislaw von Podewils (1811-1869)
      - Julie
      - Amalie décédée le 30.06.1872 à Gnadenfrei près de Reichenbach
      - Alfred Alexander né le 26.08.1810 à Wielun, décédé le 08.03.1849 à Wirsitz, administrateur de l'arrondissement de Wirsitz, près de Poznań marié avec Pauline Tatzler (1811-1876), fille de Johann Ludwig Tatzler (1763-1831), maire de Poznań
        - Jeannette née à Buk près de Poznań le 29.08.1831, décédée à Charlottenburg le 29.03.1905
        - Luise née à Buk près de Poznań le 27.09.1832, décédée à Charlottenburg le 06.04.1879, marié le 16 novembre 1858 à Wirsitz  avec Gustav von Blankenfeld (1813-1888) Major Royal. Ils auront deux enfants, Alfred et Martha
        - Marie née à Schönlanke le 24.04.1836, décédée à Charlottenburg le 05.10.1906
        - Maximilian né à Schönlanke le 20.10.1839, décédé à Spandau le 11.03.1869
        - Hélène née à Schönlanke le 20.10.1839, jumelle avec Maximilian, décédée à Breslau le 29.11.1915 mariée le 03.11.1858  avec Maximilian von Tieschowitz de Tieschowa. Ils auront cinq enfants.

      - Adelheid (1818-1845) marié en 1841 avec Georges von Livorius (1792-1867)
      - Mathilde (1819-?)
      - Jeannette (1822-1842)
      - Heidwig (1824-1850) marié en 1846 avec son beau-frère Georges von Livorius (1792-1867)

La branche masculine von Randow appelé 1804, s'éteint définitivement avec le décès de Maximilian le 11 mars 1869

## Blason de la famille von Randow anoblie en 1804

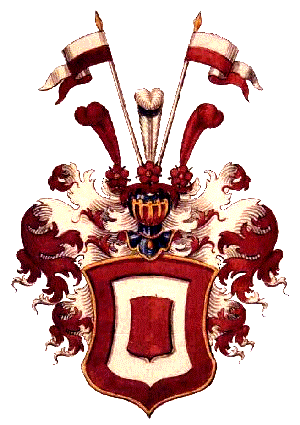
Blason de la famille de Karl Benjamin von Randow anobli en 1804

Le blason de Karl Benjamin von Randow  est un peu différent de celui de la famille von Randow.

### Ouvrages
- (de) Hans von Boehn, Histoire des lanciers de wesphalie N°5, Düsseldorf, 1890, p. XXII